# Ерик Гејри
Сер Ерик Метју Гејри (енгл. Eric Matthew Gairy; Данфермлајн, 18. фебруар 1920 — Гренд Енс, 23. август 1997) је био гренадски политичар познат по томе што је у неколико наврата био премијером те острвске државе, пре и након стицања независности од Уједињеног Краљевства.

## Биографија
Политичку каријеру је започео 1950. када је од тадашњег синдиката формирао Гренадску уједињену лабуристичку партију (ГУЛП). На њеном челу је од 1954. до 1960. био главни министар острва, те од 1961. до 1962. када су га британске власти смениле због корупције. Године 1967. је поновно постао премијер, и на том месту водио преговоре о независности. Мандат су му обележиле оптужбе за корупцију и ауторитарне методе власти. Светској јавности је 1970. године постао познат као учесник жирија на контроверзном избору за Мис света 1970. када је победила Гренађанка Џенифер Хостен. Такође је пажњу међународне јавности изазвао својим веровањем у НЛО-е и лобирањем у УН с циљем да та организација формира тело за истраживање тих феномена. Због тога је био предметом сумњи у менталну способност.
У самој Гренади његов мандат поклопио се с растом политичких напетости и дубоким незадовољством радикалне левице. Марксистичко-лењинистички радикали, организовани у покрет Њу џул, су искористили његову посету Њујорку да 13. марта 1979. организују државни удар којим је Гејри свргнут с власти. Гејри је након тога остао у изгнанству све до америчке војне интервенције 1983. године у којој је срушен марксистички режим. Гејријев покушај да се врати на власт кроз изборе, међутим, није имао успеха. Умро је 1997. године на Гренади.